# Scriptorium

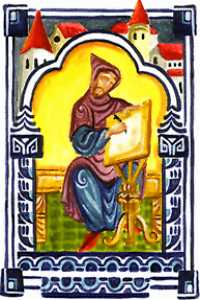
Scriptorium ábrázolása, egy középkori kézirat illusztrációjaként

A scriptorium kéziratok másolására berendezett írószoba a kolostorokban, elsősorban a bencés rendházban. Az itt dolgozók közül nem mindenki volt szerzetes; a kolostor kötelékébe nem tartozó világi írnokok és illuminátorok is segítették az egyháziak munkáját.